# Jan Torsten Ahlstrand
Jan Torsten Ahlstrand, född 2 juli 1938 i Borås församling, död 16 december 2020 i Lunds domkyrkodistrikt, var en svensk konsthistoriker, museiman, författare och kulturjournalist.
Jan Torsten Ahlstrand, som var son till prästen och museimannen Torsten Ahlstrand och rödakorssystern Lizzie Tenelius, växte upp i Borås och avlade studentexamen vid Borås högre allmänna läroverk 1957. Efter militärtjänst i Stockholm arbetade han 1958 på en speditionsfirma i Paris och studerade sedan ekonomisk historia, konsthistoria och filosofi vid Lunds universitet och avlade filosofie kandidatexamen där 1960. 
Parallellt med studierna arbetade han 1959–1961 som extra amanuens vid Arkiv för dekorativ konst. År 1962 blev han förste amanuens vid Konsthistoriska, senare Konstvetenskapliga, institutionen vid Lunds universitet och 1966–1981 hade han olika tjänster vid samma institution med avbrott för ett år som intendent och biträdande chef vid Malmö konsthall 1974–1975, då han var kurator för invigningsutställningarna med Edvard Munch, New Media 1 och Vincent van Gogh. År 1971 blev han filosofie licentiat i konsthistoria med konstteori på en avhandling om Halmstadgruppens monumentalmåleri och avlade också filosofisk ämbetsexamen 1974. Ahlstrand var biträdande redaktör för ARIS (Art Research in Scandinavia) 1969–1981. Åren 1982–1989 var han musei-, kultur- och förvaltningschef i Ystads kommun och 1989–2005 museichef för Skissernas museum i Lund.
Därutöver var Ahlstrand verksam som författare och kulturjournalist och medarbetade i Sydsvenska Dagbladet och tidskriften Konstperspektiv. Efter pensioneringen var han fortsatt aktiv som föreläsare, ciceron på kulturresor och skribent i bland annat Skånska Dagbladet och Borås Tidning. År 2005 tilldelades han Lunds kommuns förtjänstmedalj.
Ahlstrand avled 2020 i sviterna av Covid-19. Han är begravd på Norra kyrkogården i Lund.